# أسفل خلبان (المسيمير)

تعديل مصدري - تعديل

اسفل خلبان هي إحدى قرى عزلة المسيمير بمديرية المسيمير التابعة لمحافظة لحج، بلغ تعداد سكانها 83 نسمة حسب تعداد اليمن لعام 2004.